# Yang Yilin
Dans ce nom chinois, le nom de famille, Yang, précède le nom personnel.
Yang Yilin (née le 26 août 1992 à Guangdong en Chine) est une gymnaste chinoise.

## Biographie
Aux Jeux olympiques d'été de 2008, en gymnastique artistique, elle a remporté la médaille d'or du concours général par équipes, en compagnie de Cheng Fei, Jiang Yuyuan, Deng Linlin, He Kexin et Li Shanshan. Elle a également remporté deux médailles de bronze : une aux barres asymétriques, et une au concours général individuel.
Aux championnats du monde de gymnastique artistique 2007, elle a remporté deux médailles : une en argent, au concours général par équipes, et une en bronze, aux barres asymétriques.

## Palmarès

### Jeux olympiques
- Pékin 2008
  -  Médaille d'or par équipes
  -   médaille de bronze au concours général individuel
  -   médaille de bronze aux barres asymétriques

### Championnats du monde
- Londres 2009
  - 6e au concours général individuel
  - 8e à la poutre
- Stuttgart 2007
  -  Médaille d'argent par équipes
  -  médaille de bronze aux barres asymétriques
  - 6e au concours général individuel
- Rotterdam 2010
  -  médaille de bronze au concours général par équipes